# Како (принцесса)
Како, принцесса Акисино (яп. 佳子内親王 Како найсинно:, род. 29 декабря 1994, Токио) — вторая дочь принца Акисино (Фумихито) и принцессы Акисино (Кико), член Японской императорской семьи. Вторая (младшая) племянница японского императора Нарухито и императрицы Масако.

## Биография
Родилась 29 декабря 1994 года в больнице Управления императорского двора в Императорском дворце в Токио. У Принцессы Како есть старшая сестра Мако Комуро (род. 1991) и младший брат принц Хисахито (род. 2006).
В апреле 2001 года поступила в начальную школу Гакусюин и окончила её в марте 2007 года. Поступила в старшую школу апреле 2007 года и окончила её в марте 2013 года.
Принцесса Како занимается фигурным катанием и шитьём. В 2007 году она представляла Meijijingu Gaien Клуб фигурного катания (明治神宮外苑FSC) и сборную Весеннего Кубка фигурного катания на конкурсе, проведенном Японской Федерацией конькобежного спорта. Принцесса Како занимает одно из высших мест в районе Синдзюку (женская группа B — начальная школа от 6 лет или выше).
В апреле 2013 года поступила в Университет Гакусюин. В 2014 году бросила факультет литературы и поступила на Международный христианский университет.
В 2017 году поступила в Университет Лидса и в 2018 году его окончила. Она изучала исполнительное искусство и психологию.
С мая 2021 года работает в Японской федерации глухих.

## Личная жизнь
Принцесса свободно общается со сверстниками в социальных сетях.